# Astronomie fondamentale
L'astronomie fondamentale est une partie de la science de l'astronomie qui comporte plusieurs branches d'activité ou disciplines astronomiques. Celles-ci sont réparties dans différentes commissions de la division A (anciennement la division I) de l'Union astronomique internationale. On trouve dans celle-ci et par ordre : les éphémérides, la mécanique céleste associée à l'astronomie dynamique, l'astrométrie, la rotation de la Terre, le temps et la relativité générale.
Historiquement et à partir de Johannes Kepler, l'astronomie fondamentale s'est confondue avec l'astronomie de position (aujourd'hui l'astrométrie) et la mécanique céleste. À la suite de l'adoption par la communauté scientifique de la mécanique relativiste, qui constitue une amélioration de la mécanique newtonienne en astronomie, l'expression «Astronomie fondamentale» est devenue insuffisante pour décrire par la suite l'état de cette science.